# Contea di Cass (Indiana)
La contea di Cass (in inglese Cass County) è una contea dello Stato dell'Indiana, negli Stati Uniti. La popolazione al censimento del 2000 era di 40 930 abitanti. Il capoluogo di contea è Logansport.